# Asif Mohiuddin
Asif Mohiuddin, né le 24 février 1984 est un activiste bangladais athée et laïc, critique religieux et féministe. En 2012, il a remporté le prix Bobs-Best of Online Activism de la Deutsche Welle, qui a déclaré que « le blog d'Asif était l'une des pages web les plus lues au Bangladesh et est connu pour ses critiques sévères de l'intégrisme islamique dans la politique antipeuple » du Bangladesh. Le 15 janvier 2013, il a survécu à une tentative d'assassinat par des extrémistes islamiques du groupe Ansarullah Bangla Team,. Quelques mois plus tard, il a été emprisonné deux fois par le gouvernement bangladais pour avoir publié des « commentaires offensants sur l'Islam et Mohammed ». En raison de pressions internationales soutenues, Mohiuddin a été libéré, après quoi il s'est enfui de son pays en Allemagne en 2014. En 2015, il a reçu le prix Anna Politkovskaïa pour le journalisme.

## Biographie

### Jeunesse et éducation
Mohiuddin est né et a élevé une famille musulmane à Dacca, fils d'un fonctionnaire de rang moyen. En étudiant la religion à la mosquée après l'école, il a dit : « J'ai appris beaucoup de choses ridicules - que je deviendrais vierge au ciel, ou que je subirais le châtiment ultime en enfer pour l'éternité. ». Au chagrin de ses parents, il remettait de plus en plus en question les doctrines religieuses qui lui avaient été enseignées. A cause des questions critiques et de ses réponses irrévérencieuses à l'égard des enseignants, il était souvent battu à la hâte par eux. A l'âge de treize ans, il se déclare athée.
Mohiuddin a commencé à lire sur la science et, à partir de l'âge de seize ans, il a commencé à contester les affirmations prétendument non scientifiques faites par les islamistes en écrivant des articles d'opinion dans les journaux de Dacca. Cela a commencé lorsqu'il a lu un article dans une revue scientifique en bengali qui tentait de réconcilier les miracles décrits dans le Coran avec la science moderne et d'expliquer d'une certaine manière de manière scientifique rationnelle. Mohiuddin a écrit une contribution en réponse, affirmant qu'il était scientifiquement impossible que le prophète Mohammed s'envolât au ciel à cheval. Cette critique et d'autres contributions critiques ou ironiques dans les journaux bengalis de Dacca ont donné naissance à sa réputation en tant que libre-penseur et critique de la religion. Cela l'a également mis en contact avec d'autres activistes en ligne aux vues similaires,.
Les coups à l'école ont persisté jusqu'à ce qu'il aille à l'université. C'est là qu'il a commencé à s'engager dans la politique, contre la violence policière, pour les droits des femmes et pour plus de démocratie. En 2006, il a commencé à bloguer. En 2008, il a obtenu un diplôme en informatique.

### Agression et emprisonnement
Mohiuddin a écrit des articles critiquant le chauvinisme masculin, la violence domestique et la peine de mort pour apostasie en Islam, ce qui a conduit les fondamentalistes à réclamer sa mort. En 2013, Mohiuddin a été attaqué et poignardé à l'extérieur de sa maison par quatre jeunes, inspirés par le chef d'Al-Qaida Anwar Al-Awlaki,. Un mois plus tard, des blogueurs et des activistes en ligne bangladais ont commencé les manifestations de Shahbag de 2013, qui ont conduit à des groupes islamistes, dont Hefazat-e-Islam, à rassembler plus d'un million de personnes dans des contre-manifestations qui appelaient à des lois contre le blasphème dans le pays, et à des attaques contre les laïques au Bangladesh. Des récompenses étaient offertes à tous ceux qui décapiteraient des blogueurs laïques. Le gouvernement séculier du Bangladesh a emprisonné des blogueurs, dont Mohiuddin, et bloqué de nombreux sites Web,,.
En mars 2013, le blog de Mohiuddin sur le site de blogage public somewhereinblog.net a été fermé par la Commission de régulation des télécommunications du Bangladesh,, une mesure contestée par le black-out du blog bengali en 2013. En avril, Mohiuddin a été arrêté pour des articles blasphématoires, ainsi que trois autres blogueurs. La répression contre les blogs indépendants et la fermeture du journal Amar Desh ont été vivement critiquées par Human Rights Watch et l'union internationale humaniste et éthique,. Peu après l'arrestation des blogueurs, Mukto-Mona, un site indépendant de libres-penseurs et d'athées d'origine principalement bengali et sud-asiatique, a publié une déclaration intitulée « Le gouvernement du Bangladesh anéantit la liberté d'expression en arrêtant et harcelant de jeunes blogueurs dans le pays ». Amnesty International a également publié une déclaration intitulée « Bangladesh : les écrivains risquent la torture ». Le Center for Inquiry (CFI), a demandé au secrétaire d'État américain John Kerry de « faire pression sur le gouvernement du Bangladesh pour qu'il revienne sur sa politique d'arrestation des blogueurs athées critiques envers la religion ». Ils ont envoyé une lettre à l'ambassadrice itinérante pour la liberté religieuse internationale, Suzan Johnson Cook, pour « faire tout leur possible pour sensibiliser le public à cette situation ». D'autres organisations influentes telles que le Free Society Institute of South Africa, Reporters sans frontières, le Committee to Protect Journalists, Global Voice Advocacy et plusieurs autres organismes ont également demandé la libération immédiate des blogueurs bangladais et ont demandé à plusieurs autorités étrangères de faire pression sur le Bangladesh à ce sujet.
Les 25 avril et 2 mai 2013, des manifestations ont eu lieu dans le monde entier pour faire pression sur le gouvernement bangladais afin qu'il libère les blogueurs arrêtés. Plusieurs groupes humanistes (dont CFI, CFI-Canada, British Humanist Association, American Atheists, Secular Coalition for America et Freethinkers of University of Missouri's campus) ont participé dans des villes aux États-Unis, au Canada, au Royaume-Uni et au Bangladesh. De nombreux écrivains, militants et intellectuels éminents du monde entier, dont Salman Rushdie, Taslima Nasrin, Maryam Namazie, PZ Myers et Avijit Roy ont exprimé leur solidarité envers ces blogueurs arrêtés. Trois des blogueurs arrêtés ont finalement été libérés sous caution, mais le tribunal a refusé la libération sous caution d'Asif Mohiuddin et il a été envoyé en prison le 2 juin 2013. Il a été libéré au bout de trois mois mais fait toujours l'objet d'accusations. Il vit maintenant à Berlin, en Allemagne,.

### Fuite vers l'Allemagne et poursuite de l'activisme
Depuis avril 2014, Asif Mohiuddin vit en Allemagne, d'abord grâce à une bourse de la Stiftung für politisch Verfolgte (Fondation pour les opprimés politiques) basée à Hambourg, puis avec le soutien d'Amnesty International.
Dans une interview accordée à la Deutsche Welle en avril 2014, il a déclaré qu'il ne se sentait pas totalement en sécurité en Allemagne non plus. Quelques jours auparavant, quelqu'un avait posté sur Facebook un appel pour se rendre en Allemagne et le tuer. Le courrier a reçu 1 200 coups de cœur et a été partagé de nombreuses fois. Même avec certains musulmans vivant en Allemagne ou des migrants de pays à majorité musulmane en Allemagne, son point de vue a été accueilli avec un fort rejet. Après sa bourse d'un an, Mohiuddin a décidé de rester en Allemagne, au lieu de retourner au Bangladesh comme prévu. A cette époque, il était devenu l’ennemi no 1 des islamistes.
Il est nommé en 2014 par Reporters sans frontières parmi les 100 héros de l'information dans le monde.
Mohiuddin n'a pas changé ses activités sur internet. En raison de la fermeture de son ancien blog, il a recommencé à diffuser ses opinions sur Facebook et d'autres canaux en ligne. Il est conférencier à divers congrès et événements, dont l'American Atheists National Convention à Memphis, au Tennessee, le 29 juin 2015.

## Impact
La tentative d'assassinat de Mohiuddin en janvier 2013, qui a été largement couverte dans le pays et à l'étranger, a été en quelque sorte le lancement public d'une série d'assassinats de blogueurs, de laïcs et de critiques de l'islamisme au Bangladesh, qui se poursuit à ce jour, faisant 48 victimes. Mohiuddin attribue également le fait qu'il a survécu à la raison pour laquelle il a attiré beaucoup d'attention internationale. En particulier, le service anglophone de la Deutsche Welle a fait de nombreux reportages à son sujet.